# يوشيميتسو
يوشيمتسو (باليابانية: 吉光)، ظهر لأول مرة في لعبة تيكن عام 1994. في قصة اللعبة، دخل يوشيمتسو البطولة الأولى كطعم، من أجل السماح لبقية أفراد قبيلة مانجي بسرقة أموال البطولة دون الفوز بها. عرف يوشيمتسو بأمر مصارع سومو يدعى غانريو، الذي مع موقفه العدم احترامي في الحلبة كلفه عدم ترقيته إلى رتبة يوكوزونا. عدم احترام هذه القاعدة لرمز السومو أثارت غضب يوشيمتسو واستطاع أن يهزم غانريو، ويسرق منه المال غير المشروع وأعطاه للفقراء. في وقت لاحق، قاد يوشيمتسو تسللاً في مختبر الدكتور بوسكونوفيتش في النظام لسرقة جهازه للطاقة الخالدة. على الرغم من خسارة يوشيمتسو لذراعه اليسرى أثناء التسلل، ساعد د. بوسكونوفيتش النينجا المصاب في الهروب وبدل ذراعه بأخرى ميكانيكية اصطناعية.
في تيكن 2، علم يوشيمتسو بأمر اختطاف الدكتور بوسكونوفيتش من قبل ميشيما زايباتسو، ودخل البطولة الثانية لإنقاذه. عادت كونيمتسو إلى البطولة من أجل سرقة تاتشي القبيلة. هزم يوشيمتسو كونيمتسو، وخرج من البطولة لإنقاذ الدكتور بعد أن علم مكان وجوده. ظهر يوشيمتسو مرة أخرى في تيكن 3، محاولاً مساعدة بوسكونوفيتش، الذي تعاني ابنته من مرض غامض؛ تيكن 4، محاولاً تشكيل تحالفات بين زايباتسو وحزب مانجي؛ تيكن 5، ساعياً وراء برايان فيوري بعدما قتل أفراد قبيلته؛ وفي تيكن 6، يبحث عن سيف جديد بعد تحقق أن سيفه الحالي هو سلاح ملعون يقوده إلى الجنون.
في 2006، أصدرت نامكو تمثالاً صغيراً ليوشيمتسو كجزء من مجموعة تيكن 5 مقتبساً من تصميمه الترويجي للعبة. في حين لا يمكن تهيئته للعرض، وجاء الشكل PVC مع الملابس مناسباً على غرار تلك الموجودة في اللعبة.
يوشيمتسو هو أحد الشخصيات الأربع التي ظهرت في كل ألعاب تيكن، مع هيهاتشي ميشيما، باول فينيكس ونينا ويليامز. بالإضافة، ظهر يوشيمتسو في سلسلة سول القتالية من شركة نامكو، وظهر أول مرة في اللعبة سول كاليبور كشخصية يمكن إلغاء قفلها، وعاد في الإصدارات اللاحقة.
في فيلم 2010 تيكن، قام البهلوان غاري راي ستيرنز بأداء دور يوشيمتسو. شارك في بطولة القبضة الحديدية، وتبارى مع جين كازاما. بينما احتفظ يوشيمتسو تلقاء نفسه وقارب على أن يودي بحياة جين، في نهاية المطاف، هزمه جين بلكمة مباشرة في وجهه الملثم بعدما تشتت يوشيمتسو من قبل منبه.

## وصلات خارجية
- تيكن ويكي
- تيكنبيديا الإنجليزية